# Cá vây tròn
Cá vây tròn (Danh pháp khoa học: Cyclopterus lumpus) là một loài cá biển trong họ Cyclopteridae thuộc bộ cá mù lằn Scorpaeniformes, cá vây tròn là loài duy nhất trong chi Cyclopterus. Chúng được tìm thấy ở vùng phía Bắc Đại Tây Dương và vùng biển Bắc Cực cho đến tận phía Nam của vịnh Chesapeake thuộc vùng nam New Jersey của Bắc Mỹ và vùng biển Tây Ban Nha thuộc châu Âu

## Đặc điểm
Cá vây tròn có thể đạt chiều dài 35 cm-40 cm, nặng từ 1,3 kg-2,7 kg. Những con cái có kích thước lớn hơn những con đực. Cá vây tròn có thể có màu ghi xanh, xanh ô-liu, nâu, xanh vàng hoặc nâu đỏ. Những màu sắc này phù hợp với môi trường giúp chúng có thể ngụy trang. Tuy vậy, những con đực thường có màu sắc sặc sỡ hơn những con cái. Khả năng bơi của cá vây tròn không được tốt do kích thước cơ thể nhỏ nhưng trọng lượng cơ thể lại nặng. Chúng dành phần lớn thời gian sống của mình ở dưới đáy biển, thỉnh thoảng mới bơi lên vùng nước nông hoặc giấu mình dưới những đám tảo biển. 

## Sinh trưởng
Mùa giao phối của cá vây tròn diễn ra từ tháng 2 đến tháng 5. Mỗi mùa sinh sản, cá vây tròn cái có thể đẻ tới 136.000 quả trứng. Cá vây tròn đực sẽ thụ tinh cho trứng cho đến khi chúng nở. Nó dọn dẹp bùn đất, bảo đảm sự thông thoáng cũng như bảo vệ số trứng khỏi kẻ thù. Giai đoạn ấp trứng này thường kéo dài từ 6-8 tuần và cá đực không ăn gì trong suốt thời gian này. Cá vây tròn con có hình dáng giống nòng nọc. Chúng bơi rất tích cực và ăn những động vật nổi cho đến khi đủ lớn (khoảng 10 ngày sau khi nở) để săn tìm và ăn các loài giáp xác. Cá vây tròn đạt tuổi thành thục sinh dục là 3 tuổi và chúng có thể tồn tại 7-8 năm trong tự nhiên.